# Srednja Meminska
Srednja Meminska – wieś w Chorwacji, w żupanii sisacko-moslawińskiej, w gminie Majur. W 2011 roku liczyła 58 mieszkańców.